# Desmodium nudiflorum
Desmodium nudiflorum är en ärtväxtart som först beskrevs av Carl von Linné, och fick sitt nu gällande namn av Dc. Desmodium nudiflorum ingår i släktet Desmodium och familjen ärtväxter. Inga underarter finns listade i Catalogue of Life.